# Dunaegyháza
Dunaegyháza is een plaats (község) en gemeente in het Hongaarse comitaat Bács-Kiskun. Dunaegyháza telt 1522 inwoners (2005).